# Въздушна полиция
„Въздушна полиция“ (на немски: HeliCops – Einsatz über Berlin) е германски екшън сериал, който се излъчва по SAT.1 през 1998 до 2001 г.

## „Въздушна полиция“ В България
В България първоначално се излъчва по Нова телевизия с български дублаж. Ролите се озвучават от Антония Драгова, Даниела Йорданова, Васил Бинев, Здравко Методиев и Николай Николов.
През 2007 г. започва повторно по Diema Family.